# Єгорлицький історико-краєзнавчий музей
Єгорлицький історико-краєзнавчий музей  (рос. Егорлыкский историко-краеведческий музей) — музей в станиці Єгорлицька Єгорлицького району Ростовської області. 
Адреса музею: Російська Федерація, 347660 Ростовська область, Єгорлицький район, станиця Єгорлицька, вул. Грицика, 119.

## Історія і опис
1 вересня 1967 року рішенням виконкому Ради народних депутатів у станиці Єгорлицька Єгорлицького району Ростовської області створений Музей трудової і бойової слави. У музеї збиралися експонати, присвячені історії району та його жителів. Музей розташовувався в будівлі районного будинку культури. В будинку культури музей займав три кімнати і мав окремий вхід. З плином часу кілька разів змінювалася організаційно-правова форма музею.
З 23 березня 2007 року музей перетворений в муніципальну установу культури «Єгорлицький районний музей трудової і бойової слави». (Постанова Глави Адміністрації Єгорлицького району №163 від 23.03.2007 р.).
У 2011 році тип муніципальної установи культури Єгорлицького району «Єгорлицький районний музей трудової і бойової слави»» перетворений в муніципальну бюджетну установу культури Єгорлицького району «Єгорлицький історико-краєзнавчий музей». (Постанова Адміністрації Єгорлицького району № 1205 від 03.11. 2011 р).
В даний час музей являє собою Муніципальну бюджетну установу культури Єгорлицького району "Єгорлицький історико-краєзнавчий музей (СВЯТКУВАННЯ ЄР «Єгорлицький історико-краєзнавчий музей»), метою якого є забезпечення духовних потреб населення району.
Основними напрямками роботи музею є збереження та поповнення музейного фонду, збереження культури та місцевих традицій.
В музеї проводяться виставки, екскурсії, читаються лекції, проводяться бесіди, присвячені культурі Єгорлицького району. В експозиції музею представлені фотографії мешканців району — учасників Другої світової війни, зброя того часу, старовинний посуд, ікони, самовари, картини, радянська символіка і багато іншого.

## Керівництво музею
У різний час музеєм керували:
- Черкесова Тамара Григорівна (1974 - 1996);
- Уткін Петро Григорович;
- Шпотя Іраїда Миколаївна;
- Недоступова Людмила;
- Ковальова Ірина;
- Афанасьєв Микола;
- Гринько Ігор.

З 2013 року директором Єгорлицького історико-краєзнавчого музею є Санін Дмитро Миколайович.